# Richard Anton Nikolaus Carron du Val

Richard Anton Nikolaus Carron du Val

Richard Anton Nikolaus Carron du Val (* 19. März 1793 in Rain; † 29. Dezember 1846 in Augsburg) war ein deutscher Jurist und von 1834 bis 1846 erster rechtskundiger Bürgermeister der Stadt Augsburg.

## Leben und Werk
Carron du Val wurde als Sohn eines Stadtschreibers, der später Landrichter in Friedberg wurde, in Rain geboren. Carron du Val besuchte bis 1809 das Münchener Wilhelmsgymnasium und nahm anschließend ein Studium der Rechts- und Staatswissenschaften an der Universität Landshut auf. Er wurde Mitglied des Corps Bavaria Landshut. 1813 promovierte er in beiden Rechten und legte 1814 die Staatsprüfung ab. Im Anschluss daran war er von 1815 bis 1816 Leiter der Herrschaftsgerichte zunächst in Mering und anschließend von 1816 bis 1819 in Affing. Von 1819 bis 1829 gehörte er dem Rat am Kreis- und Stadtgericht in Augsburg an, wo er hauptsächlich mit dem Anlegen der Hypothekenbücher betraut war. Anschließend war er bis 1835 an verschiedenen Gerichten in Ansbach und Neuburg tätig.
Am 20. Februar 1835 wurde er nach anfänglichem Widerstreben von den Gemeindebevollmächtigten fast einstimmig zum ersten rechtskundigen Bürgermeister von Augsburg gewählt. In dieser Funktion engagierte er sich vor allem für die Förderung des Industriestandorts Augsburg. Unter anderem setzte sich Carron du Val nachdrücklich für den Bau einer Eisenbahn von Augsburg nach München ein und versuchte auch frühzeitig den bayerischen König von dieser Idee zu überzeugen. Seine Bemühungen waren am Ende von Erfolg gekrönt, da der bayerische König am 28. November 1835 die Erlaubnis zum Bau erteilte und die Bahnstrecke nach mehrjähriger Bauzeit schließlich am 4. Oktober 1840 feierlich eröffnet wurde.
Vor den Revolutionsjahren 1847/1848 spielte du Val eine besondere Rolle durch Zivilcourage innerhalb der Auseinandersetzungen der Augsburger Stadtparteien mit Echo bis in den Landtag.

## Ehrungen
Die Stadt Augsburg ehrt ihn mit der Benennung der Carron-du-Val-Straße (nördlich des Botanischen Gartens).
Auf dem Katholischen Friedhof Augsburg befindet sich seine Büste von dem Bildhauer Max von Widnmann.